# Prosopocera demelti
Prosopocera demelti là một loài bọ cánh cứng trong họ Cerambycidae.